# Adam Żeromski

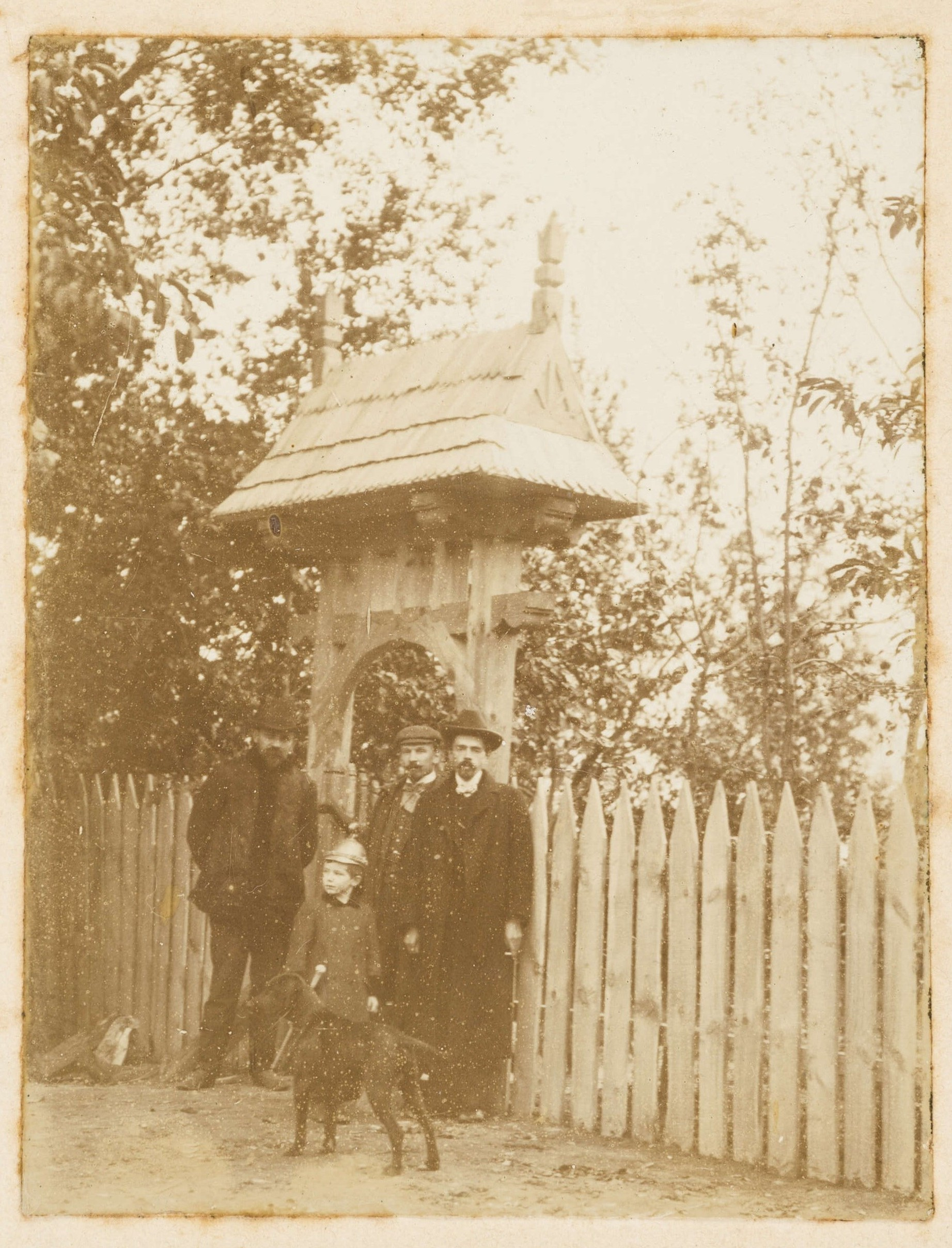
Adam Żeromski wraz z ojcem, Władysławem Chrzanowskim i Gustawem Daniłowskim przed wejściem do rodzinnej chaty w Nałęczowie (1906)

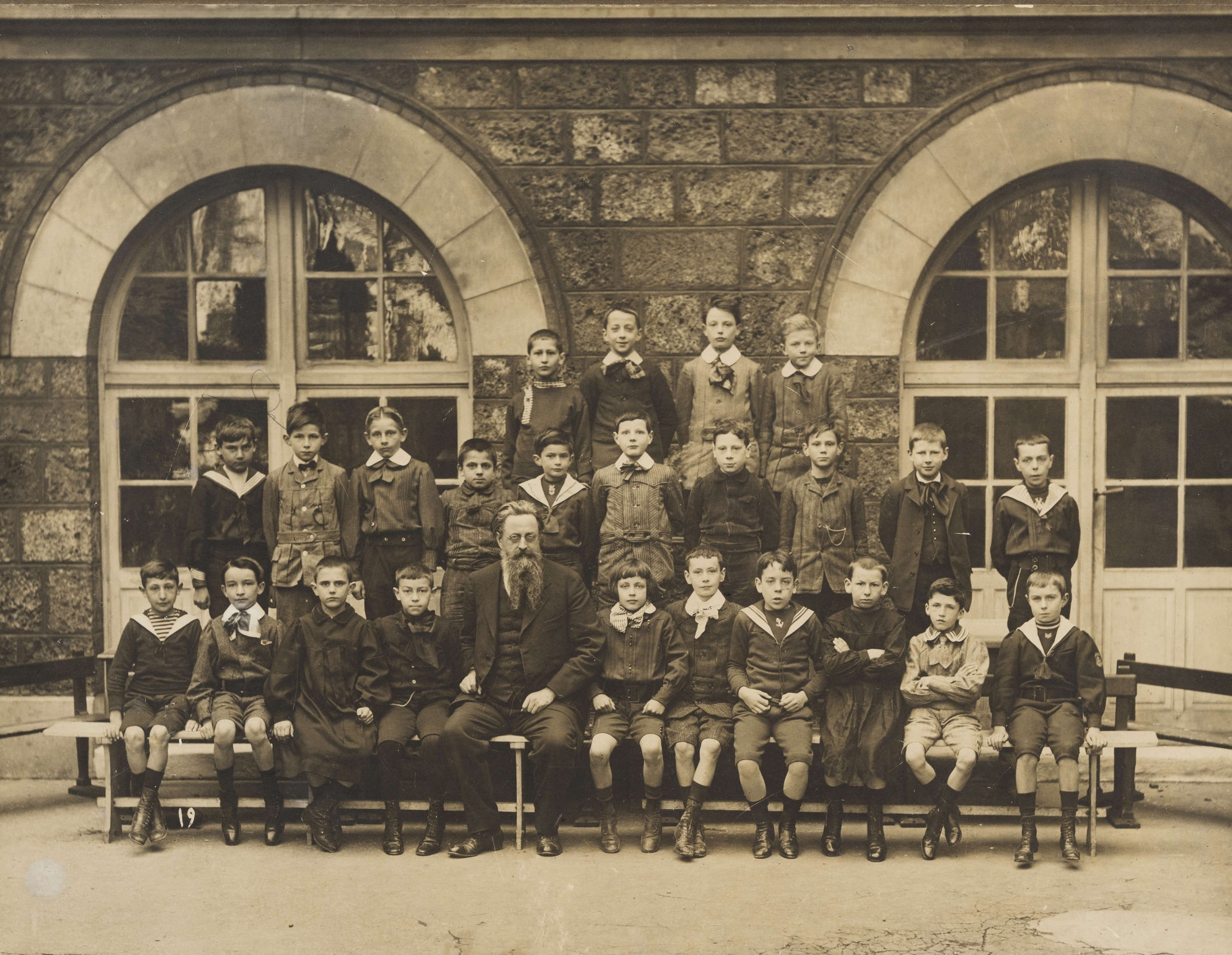
Adam Żeromski (drugi z prawej, w środkowym rzędzie) na zdjęciu klasowym w Paryżu (1910)

Adam Żeromski (ur. 8 września 1899 w Warszawie, zm. 30 lipca 1918 w Nałęczowie) – polski skaut, plutonowy I Zakopiańskiej Drużyny Skautowej, syn Stefana.

## Życiorys
Urodził się na terenie Królestwa Polskiego jako drugi syn Stefana i Oktawii z Radziwiłłowiczów primo voto Rodkiewiczowej (1865−1928). Miał dwie przyrodnie siostry: Henrykę Rodkiewiczównę (1889–1940, żonę Jana Witkiewicza) i Monikę Żeromską.

W 1909 w związku z wydaleniem Żeromskich z terenów zaboru wyjechał z rodzicami do Paryża. Tego samego roku rozpoczął naukę w humanistycznym liceum Montaigne’a (lycée Montaigne), szybko opanowując język francuski. W uznaniu jego odwagi w czasie wypraw morskich na kanale La Manche (1910), Henryk Sienkiewicz nazywał go Stasiem (od imienia bohatera pisanej przez niego wtedy powieści W pustyni i w puszczy). We wrześniu 1912 zamieszkał z rodzicami przy ul. Garncarskiej 1 w Krakowie. Został warunkowo przyjęty do klasy trzeciej w I Cesarsko-Królewskiej Wyższej Szkole Realnej, do której uczęszczał razem z Janem Axentowiczem. Wpis na listę uczniów miał uzyskać po zdaniu egzaminu uzupełniającego z przedmiotów ścisłych. W tym okresie wstąpił do VI Krakowskiej Drużyny Skautowej im. Bartosza Głowackiego, prowadzonej przez Hermana Mojmira; należał do zastępu „Jaskółek”. W listopadzie 1912 przerwał naukę wskutek zapalenia opłucnej. Ojciec winą za chorobę syna obarczył skauting. Bolesław Leonhard natomiast jej przyczyny doszukiwał się w zdarzeniu z tego samego miesiąca: Adam Żeromski sprzeciwił się romansowi swojego ojca z Anną Zawadzką i doszło między nimi do sprzeczki. 

Za protest dostał w twarz z uwagą, że gdy dorośnie, będzie robił to samo. Rozżalony, z mieszkania przy ul. Garncarskiej wybiegł na pobliskie Błonia moknące w deszczu, i tam go po kilku godzinach znaleziono leżącego i łkającego.

W połowie grudnia tego roku za radą lekarzy zamieszkał z rodzicami w Zakopanem. Gdy stan zdrowia Żeromskiego uległ poprawie, wiosną 1913 wstąpił do I Zakopiańskiej Drużyny Skautowej im. ks. Józefa Poniatowskiego, założonej przez Adama Ciołkosza, który w lipcu tego roku przekazał ją Andrzejowi Małkowskiemu. We wrześniu zdał egzamin do trzeciej klasy prywatnego gimnazjum w Zakopanem. Został patrolowym (zastępowym) patrolu „Górali”, do którego należał również przybyły z Krakowa Jan Axentowicz. Mimo początkowego oporu ojca przed złożeniem przez syna przyrzeczenia, zdobył stopień młodzika.
Kilka miesięcy po wybuchu I wojny światowej zajął się urządzaniem tajnych składów broni i żywności dla Rzeczypospolitej Zakopiańskiej, za co 21 lutego 1915 został nagrodzony przez Andrzeja Małkowskiego dyplomem uznania za pracę podczas wojny 1914 i 1915, w szczególności za prowadzenie patrolu. Sam Małkowski określał Żeromskiego mianem „złotego skauta”. W październiku 1915 został mianowany plutonowym I Zakopiańskiej Drużyny Skautowej.

### Schyłek życia i śmierć
W styczniu 1918 zamieszkał w Krakowie przy ul. Siemiradzkiego 17. Ze względu jednak na jego stan zdrowotny, w połowie czerwca 1918 za radą lekarza został przewieziony do Nałęczowa. Od tego momentu jego stan bardzo szybko się pogarszał. Zmarł w 1918 w chacie-pracowni Stefana Żeromskiego przy ul. Armatnia Góra. Bezpośrednią przyczyną śmierci była gruźlica.
Różne źródła akademickie podawały datę jego śmierci jako 31 lipca. Inne natomiast mówią o dniu poprzedzającym. Inskrypcja na nagrobku Żeromskiego nosi datę 30 lipca. Jego ojciec pisał:

Dnia 30 lipca o wpół do trzeciej nad ranem Jan Witkiewicz zastukał... W izbie ciemno. Po omacku dotknąłem czoła Adasia. Było zimne. We śnie zaiste zasnął w Bogu...

Został pochowany na nałęczowskim cmentarzu parafialnym w grobowcu babki Oktawii Chmielewskiej. Jego ciało przeniesiono do pobliskiego kamiennego mauzoleum po zakończeniu jego budowy 19 marca 1922.

## Upamiętnienie
Stefan Żeromski zadedykował mu tekst publicystyczny o tematyce społeczno-politycznej Początek świata pracy, jak i wydany w 55 egzemplarzach tren pt. O Adamie Żeromskim wspomnienie. Został patronem m.in. powstałej w 1933 w Krakowie XXIII Drużyny im. Adama Żeromskiego czy kieleckiej 29 Drużyny Harcerskiej „Ogniki” im. Adasia Żeromskiego.